# Cnemaspis jerdonii
Espèce
Synonymes
- Gymnodactylus jerdonii Theobald, 1868

Statut de conservation UICN

 VU B1ab(iii) : Vulnérable
Cnemaspis jerdonii est une espèce de geckos de la famille des Gekkonidae.

## Répartition
Cette espèce est endémique des Ghâts occidentaux en Inde.

## Description
Ce gecko est gris-vert mélangé à du brun, le dessous du corps étant blanc-vert.

## Étymologie
Cette espèce est nommée en l'honneur de Thomas Caverhill Jerdon.

## Taxinomie
Cnemaspis scalpensis (Ferguson, 1877) a un temps été considéré comme la sous-espèce Cnemaspis jerdonii scalpensis, mais celle-ci a été rétablie à son rang d'espèce.

## Publication originale
- Theobald, 1868 : Catalogue of reptiles in the Museum of the Asiatic Society of Bengal. Journal of the Asiatic Society of Bengal, vol. 37, p. 7-88 (texte intégral).